# Godus
Godus — відеогра жанру симулятора бога, розроблена компанією 22Cans, ключовою особою якої є один із творців жанру гри в бога, Пітер Моліньє. Кампанія по збору коштів на розробку Godus була виставлена компанією на краудфандинговій платформі Kickstarter, де зібрала понад £450 000 (приблизно 733 тисячі доларів США). Після бета-тестувань відеогра вийшла 7 серпня 2014 року.

## Ігровий процес
У Godus гравець має відігравати роль бога, всіляко допомагаючи своїм вірянам.

## Розробка
В березні 2012 року, після того, як Пітер Моліньє покинув свій пост в Microsoft, він перейшов до створеної ним компанії 22Cans (близько двадцяти осіб на той час), яка вже 6 листопада 2012 почала роботу над розробкою Godus. Спершу була випущена бета-версії гри, а вже згодом, 7 серпня 2014 року, відеогра вийшла як безкоштовна на платформі iOS. Також відеогра була випущена на Android та портована на Microsoft Windows, MacOS та Linux. Для розробки відеогри компанія використовувала гральний рушій Marmalade.